# Shipping Controller
Der Shipping Controller, häufig auch British Shipping Controller, war ein britischer Behördenposten, der 1916 gegründet wurde, um das Vereinigte Königreich während des Ersten Weltkriegs mit kriegswichtigem Handelsschiffsraum zu versorgen. Die Stelle wurde 1921 wieder aufgelöst.

## Geschichte
Während des Ersten Weltkriegs wurde für die britische Regierung ein Mangel an Frachtschiffen erkennbar. Daraufhin wurde am 10. Dezember 1916 mit dem New Ministeries and Secretaries Act die Stelle des Shipping Controller geschaffen, um das Handelsschiffswesen des Vereinigten Königreichs zu verwalten und zu organisieren. Die Stelle wurde zunächst mit Joseph Maclay und ab 1918 mit William Pirrie besetzt.
Um den Mangel an Handelsschiffen zu beenden, legte der Shipping Controller in Großbritannien ein Notbauprogramm auf und gab darüber hinaus Neubauten bei britischen Werften in Hongkong und Shanghai in Auftrag. In Kanada wurden Schiffe für den späteren Betrieb durch den Shipping Controller dagegen im Auftrag des Imperial Munitions Board gebaut. Für alle Neubauten wurde eine weitgehende Standardisierung sowohl der eigentlichen Schiffsentwürfe als auch für die Maschinenanlagen festgelegt. Auch in Japan erwarb der Shipping Controller Schiffe durch die Reedereien Furness, Withy & Co. und Federal Steam Navigation Company, die als Agentur auftraten. Zusätzlich wurden bis zum März 1917 bei Werften der bis dahin neutralen Vereinigten Staaten über die als Agentur agierende Cunard Steam-Ship Company Neubauten mit einer Vermessung von insgesamt über 700.000 Bruttoregistertonnen geordert. Die Aufträge in den Vereinigten Staaten wurden nicht an den Shipping Controller abgeliefert, sondern nach deren Kriegseintritt von der US-Regierung übernommen.
Die stornierten US-Aufträge ausgenommen wurden insgesamt 821 Schiffe für den Betrieb durch den Shipping Controller geordert. Von den in Auftrag gegebenen Schiffen wurden jedoch nur 416 Einheiten in den Jahren 1917 bis 1920 im Regierungsauftrag fertiggestellt, weitere 279 Einheiten wurden vor der Fertigstellung an private Abnehmer verkauft und die restlichen Bauaufträge ganz annulliert.
All diese Schiffe erhielten eine einheitliche Namensgebung (War-Schiffe) und unterstanden dem Shipping Controller (Eintragung im Register als The  Shipping Controller), der eigentliche Betrieb der Schiffe wurde in den meisten Fällen aber bestehenden Reedereien übertragen. Nach dem Krieg verwaltete der Shipping Controller die große Zahl von überzähligen Schiffen und wurde 1921 aufgelöst.